# Sarah Gillis

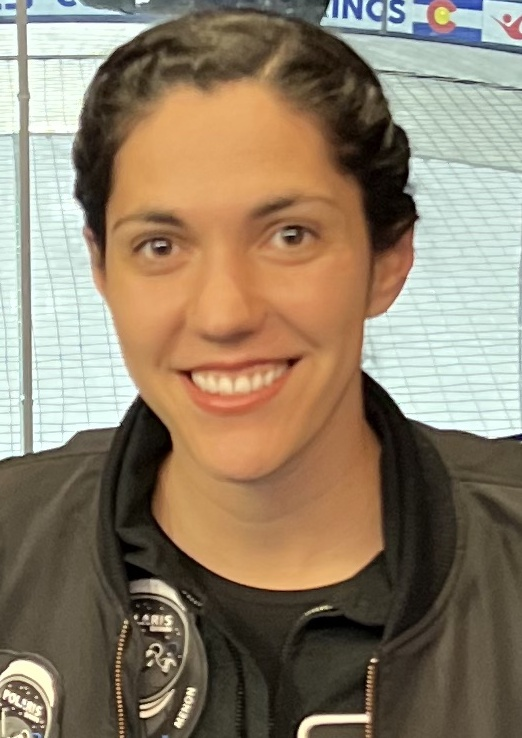
Sarah Gillis (2023)

Sarah Gillis (* 1. Januar 1994 in Palo Alto, Kalifornien als Sarah Levine) ist eine US-amerikanische Ingenieurin und Astronautin. Sie ist beim Raumfahrtunternehmen SpaceX angestellt und dort mit dem Astronauten-Trainingsprogramm betraut. 2024 startete sie mit der privaten Weltraummission Polaris Dawn ins Weltall, der Flug dauerte fünf Tage.

## Leben
Sarah Gillis ging auf die Shining Mountain Waldorfschule in Boulder, Colorado. Dort soll sie vom ehemaligen NASA-Astronauten Joseph Tanner als Highschool-Mentor ermuntert worden sein, einen Abschluss in Luft- und Raumfahrttechnik zu machen. Sie studierte Ingenieurwissenschaften an der University of Colorado Boulder. Währenddessen war sie ab 2015 Praktikantin bei SpaceX.
Später betreute sie bei SpaceX Astronauten vor und während Missionen, unter anderem als Ausbilderin oder Capcom. Dabei unterstützte sie auch die touristische Inspiration4-Mission. Hierdurch wurde sie 2021 einem breiten Publikum bekannt, da die Mission von der fünfteiligen Dokumentation Countdown: Inspiration4 Mission to Space begleitet wurde, die auf dem Streamingdienst Netflix erschien.

## Astronautin bei Polaris Dawn
Im Februar 2022 wurde bekannt gegeben, dass Gillis Teil der Crew der Polaris Dawn Mission ist. Die erste von drei geplanten Missionen im Polaris-Programm des Abenteurers Jared Isaacman, der selbst als Kommandant an Bord ist erfolgte mit einem Crew-Dragon-Raumfahrzeug von SpaceX und startete am 10. September 2024. Isaacman und Gillis unternahmen dabei den ersten privaten Weltraumausstieg. Gillis gab auch das erste Violinkonzert aus dem Weltraum, welches per Starlink zur Erde gesendet wurde. Dabei spielte sie Rey's Theme von Star Wars und wurde auf der Erde von Orchestern in Schweden, Haiti, Uganda, den Vereinigten Staaten und Venezuela begleitet.